# Lawson Little
Lawson Little, född 23 juni 1910 i Newport i Rhode Island, död 1 februari 1968 i Monterey i Kalifornien, var en amerikansk golfspelare.
Som amatörspelare anses Little som den bäste vid sidan av Bobby Jones och Tiger Woods. Little vann både US Amateur och British Amateur två år i rad (1934 och 1935) vilket varken Jones eller Woods klarade av. Att vinna de båda tävlingarna under ett och samma år fick namnet Little Slam efter Lawson Little, trots att Harold Hilton och Bobby Jones hade gjort det tidigare. Under de två åren vann han dessutom 34 amatörtävlingar i rad mot världens bästa amatörspelare. 1935 belönades han med Sullivan Award för den bäste amerikanske amatöridrottaren.
Little studerade på Stanford University. Han blev professionell 1936 och han vann sammanlagt sex tävlingar på PGA-touren inklusive Canadian Open 1936. Utöver dessa vann han även majortävlingen US Open på Canterbury Golf Club i Beachwood i Ohio 1940. Efter fyra rundor låg han lika med Gene Sarazen på 287 slag men segrade efter särspel med tre slag.
Han fick smeknamnet Cannonball. Han var 175 centimeter lång och muskulöst byggd och slog långa utslag med drivern. Han var duktig i närspelet men hans järnklubbor gav honom ofta problem. Detta ledde till att han ibland hade upp till 7 wedgar i bagen och sammanlagt hade han som mest 26 klubbor med sig under spelet. Han var dock inte den ende spelaren som hade så många klubbor med sig så 1938 infördes regeln att max 14 klubbor fick finnas i golfbagen under en golfrunda.
Han avled 57 år gammal 1968, fyra år efter att han hade opererats för aneurysm i hjärnan.
Little valdes postumt in i World Golf Hall of Fame 1980.

## Meriter

### Majorsegrar
- 1940 US Open

### Övriga segrar
- 1934 U.S. Amateur, British Amateur
- 1935 U.S. Amateur, British Amateur

### Utmärkelser
- 1935 Sullivan Award
- 1980 World Golf Hall of Fame

| Majorsegrare genom tiderna                                                                                      |               |               |            |                  |
| 200 olika spelare har vunnit i herrarnas majortävlingar. Lawson Little var den 72:a spelaren som vann en major. |               |               |            |                  |
| 1:a | 71:a          | 72:a          | 73:e       | 200:e            |
| Willie Park Sr                                                                                                  | Jimmy Demaret | Lawson Little | Craig Wood | Louis Oosthuizen |
| Lista över golfens majorsegrare                                                                                 |               |               |            |                  |